# KS Shkumbini Peqin
Maillots
Le Klubi Sportiv Shkumbini Peqin est un club de football albanais basé à Peqin.

## Historique
- 1924 : fondation du club sous le nom de KS Shkumbini Peqin
- 1951 : le club est renommé Puna Peqin
- 1958 : le club est renommé KS Shkumbini Peqin
- 1995 : 1re participation en Super League

## Parcours du club
| Année | Place | Ligue                             |
| ----- | ----- | --------------------------------- |
| 1980  | 6e    | Division 2 Groupe B               |
| 1981  |       |                                   |
| 1982  |       |                                   |
| 1983  |       |                                   |
| 1984  |       |                                   |
| 1985  |       |                                   |
| 1986  |       |                                   |
| 1987  |       |                                   |
| 1988  |       |                                   |
| 1989  | 2e    | Division 2 Groupe A               |
| 1990  |       |                                   |
| 1991  |       |                                   |
| 1992  |       |                                   |
| 1993  |       |                                   |
| 1994  | 1er   | Deuxième Division Groupe A        |
| 1995  | 7e    | Championnat d'Albanie de football |
| 1996  | 9e    | Championnat d'Albanie de football |
| 1997  | 6e    | Championnat d'Albanie de football |
| 1998  | 4e    | Championnat d'Albanie de football |
| 1999  | 7e    | Championnat d'Albanie de football |
| 2000  | 7e    | Championnat d'Albanie de football |
| 2001  | 5e    | Championnat d'Albanie de football |
| 2002  | 6e    | Championnat d'Albanie de football |
| 2003  | 5e    | Championnat d'Albanie de football |
| 2004  | 7e    | Championnat d'Albanie de football |
| 2005  | 6e    | Championnat d'Albanie de football |
| 2006  | 7e    | Championnat d'Albanie de football |

## Logos de l'histoire du club

Logo n°1
Logo n°2
Logo n°3
Logo n°4

## Anciens joueurs
- Dorian Bubeqi
- Gugash Magani